# 磋藤にゅすけ
磋藤にゅすけ（さとうにゅすけ、1987年6月10日 - ）は、日本の漫画家、イラストレーター。東京都出身。

## 人物・経歴
高校中退後にイラストレーターを志望し、デザイン事務所に勤務。退社を機に投稿した作品「すめぐま」で2011年第13回「アックスマンガ新人賞」林静一個人賞を受賞、24歳でデビュー。
主な作品として、自意識をこじらせた女子高生を描いた「ヘンコちゃんになりたくて」（青林工藝舎）、破天荒な元恋人との同棲生活を赤裸々に綴ったエッセイ漫画「イカレた彼氏と4ねん付き合った話」がある。
ペンネームの「にゅすけ」は、中学生時代のあだ名。女性。

## 作品リスト

### 単行本
- 「ヘンコちゃんになりたくて」（青林工藝舎 2014年1月） ISBN 978-4-88379-394-5
- 「ウツ婚！！ 死にたい私が生き延びるための婚活」原作・石田月美（講談社）

1. ISBN 978-4-06532-418-9 （2023年7月）
2. ISBN 978-4-06534-214-5（2024年1月）

### 電子書籍
- 「抱かれる準備はできている」（ぶんか社 2017年）
- 「イカレた彼氏と4ねん付き合った話」（アムコミ 2018年）
- 「ご無沙汰ちゃんは××したい」（講談社　2021年）
- 「すねかじりアラサーのコロナ破産奔走記」（アムコミ 2022年）
- 「イラつく女リスト」原作・白雪ぽめこ（ぶんか社　2025年）

### 雑誌特集
- 「アックス」VOL95 特集:磋藤にゅすけ×筒井ヒロミ（青林工藝舎 2013年10月）ISBN 978-4883793907

### コミックス未収録作品
読切
- 「すめぐま」（アックス 2011年4月）
- 「プレゼント」（青林工藝舎 放電横丁 2014年9月）
- 「キミがいなくて淋しい」（青林工藝舎 放電横丁 2016年7月）

連載
- 「魔女たちのメーデー」（主任がゆく！スペシャル 2017年3月 -2017年5月 ）
- 「神宮前ウィックド★ハニー」（日刊Ranzuki 2017年3月 - 2017年10月）
- 「ハイパーフィリップ！」（主任がゆく！スペシャル 2017年8月 - ）
- 「トガってないと保てねえ才能なんて捨てちまえ」 （月刊コミックバンチ2024年4月号／前編・5月号／後編）

### イラスト
- 渡辺由佳監修『絵解 ビジネスマナー基本の「き」for フレッシュマン』（マガジンハウス） ISBN 978-4-8387-2919-7
- 「本当にあった職場の怖い話」（マイナビウーマン）
- ウレぴあ総研　挿絵

### ゲーム
- ヘンコちゃんになりたくて カードファイト iOS版 Android版（GAME SHONEN 2016年9月）